# Marek Kuchciński
Marek Tadeusz Kuchciński (ur. 9 sierpnia 1955 w Przemyślu) – polski polityk i dziennikarz. 
Od 2001 poseł na Sejm IV, V, VI, VII, VIII, IX i X kadencji, w latach 2006–2007 przewodniczący klubu parlamentarnego Prawa i Sprawiedliwości, w latach 2008–2010 wiceprezes PiS, w latach 2010–2015 wicemarszałek Sejmu VI i VII kadencji. Marszałek Sejmu VIII kadencji w latach 2015–2019. W latach 2022–2023 minister-członek Rady Ministrów w drugim rządzie Mateusza Morawieckiego oraz szef Kancelarii Prezesa Rady Ministrów.

## Życiorys

### Wykształcenie i praca zawodowa
Uzyskał wykształcenie średnie. Od 1974 do 1978 studiował historię sztuki na Katolickim Uniwersytecie Lubelskim, lecz studiów nie ukończył. W 1978 został absolwentem Pomaturalnego Studium Ogrodnictwa. W młodości związany z subkulturą hipisów. Od 1979 do 1991 prowadził rodzinne gospodarstwo ogrodnicze.
Od 1990 do 2000 kierował Przemyskim Towarzystwem Kulturalnym. Od 1989 do 1993 był redaktorem naczelnym miesięcznika „Spojrzenia Przemyskie”. Od 1989 do 1992 pełnił funkcję wiceprezesa oddziału rzeszowskiego Stowarzyszenia Dziennikarzy Polskich. Od 1994 do 1998 przewodniczył radzie programowej Polskiego Radia Rzeszów. Był także korespondentem Radia Lwów. Współpracował również m.in. z „Nowym Państwem”, „Rolą Katolicką” i nowojorskim „Nowym Dziennikiem”.
Został wyróżniony m.in. nagrodą Polskiego Radia i Telewizji w Rzeszowie i nagrodą wojewody przemyskiego za osiągnięcia w dziedzinie kultury.

### Działalność publiczna

#### Działalność opozycyjna
Pod koniec lat 70. współpracownik niezależnego ruchu ludowego. Od 1981 r. członek NSZZ Rolników Indywidualnych „Solidarność”. Po wprowadzeniu stanu wojennego 13 grudnia 1981 r. podjął działalność opozycyjną: drukował i kolportował podziemne wydawnictwa, współpracował ze środowiskiem Kultury Niezależnej w Warszawie, organizował pomoc żywnościową dla robotników. Od grudnia 1982 r. członek Duszpasterstwa Rolników w Krasiczynie kierowanego przez ks. Stanisława Bartmińskiego, a od 1984 r. członek Ogólnopolskiego Komitetu Oporu Rolników. Współorganizował Dni Kultury Chrześcijańskiej w Przemyślu. Był współtwórcą audycji radiowych podziemnej „Solidarności”. 26 września 1985 r. funkcjonariusze SB przeprowadzili w jego domu rewizję. Podczas przeszukania zarekwirowali broszury i literaturę bezdebitową, znaczki „Solidarności” oraz druk do podrobienia świadectwa ukończenia szkoły podoficerskiej MO. Po stwierdzeniu, że powyższe materiały zawierają informacje mogące szkodzić interesom państwa został zatrzymany, a następnie tymczasowo aresztowany pod zarzutem gromadzenia i przechowywania podziemnych wydawnictw. Podczas przesłuchań odmówił składania wyjaśnień, a w ramach protestu odmówił przyjmowania posiłków w Areszcie Śledczym w Jarosławiu. Z Zakładu karnego w Przemyślu został zwolniony 22 listopada 1985 r. na wniosek Miejskiego Komitetu PRON w Przemyślu, która uwzględniła apel Rady Krajowej PRON o złagodzenie rygorów wobec podejrzanych o popełnienie przestępstw niekryminalnych. Od 1987 r. współredagował literacko-artystyczny periodyk „Strych Kulturalny” oraz współtworzył niezależny klub dyskusyjny. W ramach tej działalności organizował spotkania z politykami, intelektualistami z Europy Zachodniej, USA i Australii. Od 1989 r. redaktor naczelny miesięcznika „Spojrzenie Przemyskie”. W 1989 r. został powołany na członka Komitetu Obywatelskiego „Solidarność” w Przemyślu. Posiadał zastrzeżenie wjazdu do wszystkich krajów świata w latach 1985–1989 wniesione przez Wydział Śledczy SB i Wydział VI SB WUSW w Przemyślu. Był inwigilowany i represjonowany przez Służbę Bezpieczeństwa w latach 1985–1989.

#### Działalność po 1989 roku
W 1989 był w Komitecie Obywatelskim w województwie przemyskim oraz w Krajowym Komitecie Obywatelskim „Solidarność” przy Lechu Wałęsie. W 1989 roku poznał Jarosława Kaczyńskiego. Od 1990 do 1999 należał do Porozumienia Centrum. Kierował zarządem wojewódzkim oraz zasiadał w zarządzie głównym tej partii. W 1999 odszedł z PC do PPChD, gdzie również zasiadał w zarządzie głównym. W 2001 przystąpił do Prawa i Sprawiedliwości i tworzył struktury PiS na Podkarpaciu. Został przewodniczącym zarządu regionalnego PiS na Podkarpaciu. Wszedł również w skład komitetu politycznego partii.
W latach 1994–1999 był radnym rady miasta w Przemyślu. W latach 1999–2001 zajmował stanowisko drugiego wicewojewody podkarpackiego. W tym czasie wydzierżawił od Agencji Własności Rolnej Skarbu Państwa prawie 90 ha ziemi w Bieszczadach.
Jako radny w 1996 r. przedstawił ideę utworzenia międzynarodowej uczelni na Podkarpaciu, która ostatecznie powstała w 2001 roku z przekształcenia uczelni zawodowej na Państwową Wyższą Szkołę Wschodnioeuropejską w Przemyślu.
W 2001 został wybrany na posła Sejmu IV kadencji z listy wyborczej PiS w okręgu wyborczym nr 22 (z wynikiem 4741 głosów), zasiadał w kilku komisjach sejmowych. Był wiceprzewodniczącym Parlamentarnej Grupy Polsko-Ukraińskiej oraz członkiem Zgromadzenia Polski i Ukrainy.
Był współtwórcą i propagatorem projektu „Europa Karpat” – inicjatywy rozwijania współpracy międzynarodowej siedmiu państw: Czech, Polski, Rumunii, Serbii, Słowacji, Ukrainy i Węgier.
W wyborach w 2005 ponownie uzyskał mandat poselski (otrzymując 16 061 głosów), w 2006 objął stanowisko przewodniczącego Klubu Parlamentarnego PiS. Od 2005 do 2007 przewodniczył Komisji Administracji i Spraw Wewnętrznych. W przedterminowych wyborach w 2007 po raz trzeci został posłem, otrzymując w okręgu krośnieńskim 35 060 głosów. 12 stycznia 2008 powołano go na wiceprezesa PiS, a 24 lipca 2010 przestał pełnić tę funkcję. W 2010 został p.o. przewodniczącego Klubu Parlamentarnego PiS w miejsce Grażyny Gęsickiej, która zginęła 10 kwietnia tego samego roku w katastrofie polskiego samolotu Tu-154M w Smoleńsku. 4 sierpnia 2010 został wybrany na wicemarszałka Sejmu z ramienia PiS po śmierci Krzysztofa Putry, który również zginął w katastrofie w Smoleńsku.
W wyborach parlamentarnych w 2011 został ponownie liderem listy PiS do Sejmu w okręgu krośnieńskim i uzyskał mandat poselski (dostał 23 128 głosów). 8 listopada 2011 wybrany na wicemarszałka Sejmu VII kadencji. Także w wyborach parlamentarnych w 2015 z powodzeniem ubiegał się o poselską reelekcję (dostał 34 558 głosów). Na pierwszym posiedzeniu Sejmu VIII kadencji, 12 listopada 2015, został wybrany na marszałka Sejmu, zdobywając 409 głosów.

#### Marszałek Sejmu VIII kadencji
Jako Marszałek Sejmu VIII kadencji był inicjatorem ustawy o Straży Marszałkowskiej, która weszła w życie 20 maja 2018 r., zgodnie z którą stała się ona służbą mundurową, a jej funkcjonariusze zyskali nowe uprawnienia. Decyzją marszałka Marka Kuchcińskiego wprowadzone zostały nowe mundury nawiązujące do ubiorów historycznych.
Zainicjował spotkania #EUROWAW2017, #EUROWAW2018 i #EUROWAW2019. Za jego kadencji Kancelarie Sejmu i Senatu zorganizowały w 2018 r. wiosenną sesję Zgromadzenia Parlamentarnego NATO. Jako współtwórca projektu Europa Karpat organizował spotkania parlamentarzystów państw karpackich. W uznaniu wkładu włożonego przez Marszałka Sejmu w rozwijanie relacji polsko-węgierskich Marek Kuchciński został odznaczony Krzyżem Wielkim Orderu Zasługi.
15 kwietnia 2016 przewodniczył obradom Zgromadzenia Narodowego zwołanemu z okazji 1050-lecia chrztu Polski.
16 grudnia 2016, podczas 33. posiedzenia Sejmu VIII kadencji, wykluczył z obrad posła PO Michała Szczerbę, co wywołało protest części posłów opozycji i zablokowanie przez nich Sali Posiedzeń. Przeniósł wtedy obrady do Sali Kolumnowej, do której nie zostali wpuszczeni przedstawiciele mediów, posłom opozycji uniemożliwiono zgłaszanie wniosków formalnych, poprawki do ustawy budżetowej na 2017 rok przegłosowano blokami, a część posłów Prawa i Sprawiedliwości podpisała listy obecności na posiedzeniu już po jego zamknięciu.
W lipcu 2017 jako Marszałek Sejmu nakazał wprowadzenie na salę plenarną Sejmu funkcjonariuszy Straży Marszałkowskiej w celu ochrony fotela marszałkowskiego przed posłami opozycji. Zarządzeniem wydanym 18 lipca 2017 zakazał posłom (z wyjątkiem osób przez siebie wskazanych) wstępu do części prezydialnej sali posiedzeń.
13 lipca 2018 przewodniczył obradom Zgromadzenia Narodowego zwołanemu z okazji 550-lecia polskiego parlamentaryzmu.

#### Wniosek o odwołanie Kuchcińskiego z funkcji Marszałka Sejmu
26 lipca 2019 klub Platforma Obywatelska–Koalicja Obywatelska złożył wniosek o odwołanie Marka Kuchcińskiego z funkcji Marszałka Sejmu, w związku prywatnymi podróżami rządowymi samolotami. Wraz z Kuchcińskim pasażerami rządowego samolotu byli m.in. siostra marszałka, jego syn oraz żona (wpisana jako jedyny pasażer). Ponadto z marszałkiem w różnych dniach podróżowali m.in. posłowie PiS, minister infrastruktury, doradca szefa Kancelarii, marszałek województwa podkarpackiego, przewodniczący rady nadzorczej PAP, europosłowie PiS oraz asystentka marszałka i wicedyrektorka gabinetu.
5 sierpnia 2019 Marek Kuchciński wydał oświadczenie, w którym stwierdził, że odbył 23 loty z rodziną rządowym samolotem ze statusem HEAD. Tego samego dnia Centrum Informacyjne Sejmu opublikowało tabelę informującą o lotach Kuchcińskiego rządowymi samolotami. Kontrowersje wzbudziły m.in. loty marszałka w celu wzięcia udziału w XXXV Dożynkach Archidiecezji Przemyskiej oraz dożynkach powiatu jarosławskiego, uczczenia 125-lecia OSP w Zarszynie, a także wmurowania aktu erekcyjnego pod budowę Przemyskiego Centrum Rozwoju Badmintona. Innym przykładem jest lot marszałka w celu złożenia oficjalnej wizyty w Szwecji, która to wizyta faktycznie odbyła się dwa dni wcześniej niż zapisane to było w dokumentach, a lot odbył się na trasie z Warszawy do Rzeszowa.
Niektóre media nazwały prywatne loty marszałka mianem afery Air Kuchciński.
7 sierpnia 2019 prokuratura wszczęła postępowanie sprawdzające w sprawie lotów Marka Kuchcińskiego.
9 sierpnia 2019 roku złożył rezygnację z funkcji Marszałka Sejmu.

#### Poseł na Sejm IX i X kadencji
Ponownie wybrany do Sejmu w wyborach parlamentarnych w 2019 roku, zdobył 61 262 głosy. W listopadzie tego samego roku został wybrany na funkcję wiceprzewodniczącego Klubu Parlamentarnego Prawo i Sprawiedliwość. 15 września 2020 został przewodniczącym Komisji Spraw Zagranicznych. W 2021 powołany w skład Rady Doradców Politycznych Prezesa Rady Ministrów Mateusza Morawieckiego.
W wyborach parlamentarnych w 2023 uzyskał poselską reelekcję z wynikiem 50 519 głosów.

#### Minister-członek Rady Ministrów
12 października 2022 prezydent RP Andrzej Duda powołał go na stanowisko ministra-członka Rady Ministrów. Następnego dnia został powołany na stanowisko szefa Kancelarii Prezesa Rady Ministrów.  27 listopada 2023 zakończył pełnienie funkcji ministra. W 2023 wszedł w skład rady fundacji Europa Karpat. W 2024 ponownie objął funkcję prezesa Przemyskiego Towarzystwa Kulturalnego.

## Wyniki wyborcze
| Wybory | Komitet wyborczy                | Komitet wyborczy       | Organ            | Okręg         | Wynik        |
| ------ | ------------------------------- | ---------------------- | ---------------- | ------------- | ------------ |
| 2001   |                                 | Prawo i Sprawiedliwość | Sejm IV kadencji | nr 22         | 4741 (1,58%) |
| 2005   | Sejm V kadencji                 | Prawo i Sprawiedliwość | 16 061 (5,88%)   | nr 22         |              |
| 2007   | Sejm VI kadencji                | Prawo i Sprawiedliwość | 35 060 (10,62%)  | nr 22         |              |
| 2011   | Sejm VII kadencji               | Prawo i Sprawiedliwość | 23 128 (7,76%)   | nr 22         |              |
| 2015   | Sejm VIII kadencji              | Prawo i Sprawiedliwość | 34 558 (10,57%)  | nr 22         |              |
| 2019   | Sejm IX kadencji                | Prawo i Sprawiedliwość | 61 262 (15,68%)  | nr 22         |              |
| 2023   | Sejm X kadencji                 | Prawo i Sprawiedliwość | 50 519 (11,43%)  | nr 22         |              |
| 2024   | Parlament Europejski X kadencji | Prawo i Sprawiedliwość | nr 9             | 8 379 (1,32%) |              |

## Odznaczenia i wyróżnienia
- Laur „Nowin” w kategorii Polityk Roku 2003[3]
- Order „Za Zasługi” III stopnia – Ukraina (2007)[63]
- Krzyż Wolności i Solidarności (2016)[64]
- Krzyż Wielki Orderu Zasługi – Węgry (2018)[65]
- Komandoria Świętego Wojciecha (2018)[66]
- Krzyż Wielki Orderu „Za Zasługi dla Litwy” (2019)[67]

## Życie prywatne
Syn Zbigniewa i Janiny. Dwukrotnie żonaty, ma troje dzieci.